# Ukrainas försvarsmakt
Ukrainas försvarsmakt (Збройні сили України (ЗСУ), Zbrojni syly Ukrajiny, (ZSU)) är den nationella ukrainska skyddsmakten. Alla landets väpnade styrkor och säkerhetsstyrkor står under befäl av Ukrainas president (som fungerar som överbefälhavare) och tillsyn utövas av ett parlamentariskt utskott.

## Indelning
De väpnade styrkorna består av Ukrainas markstyrkor (armé), marinen, flygvapen och flygmobila styrkor (ungefär motsvarande fallskärmsjägare). Inom marinen finns både en egen mindre infanteristyrka och egna mindre flygstridskrafter. Den ukrainska kustbevakningen fungerar dock som del av Ukrainas gränsbevakning och är inte underordnad marinen.
Som ett resultat av konflikten i östra Ukraina (från 2014) beordrade interimspresidenten Oleksandr Turtjynov de olika oblastens guvernörer att skapa frivilligbataljoner till försvar av Ukrainas territorium. Dessa bataljoner har även utländska frivilliga. Bataljonerna erhöll inledningsvis mycket bristfällig finansiering från de regionala budgetarna och var till största delen beroende av donationer bland annat från rika ukrainska oligarker. Sedan november 2014 har de flesta av dessa frivilligbataljoner integrerats inom Ukrainas armé.
Ukrainas nationalgarde tjänar som den huvudsakliga arméreserven.

## Storlek och användning

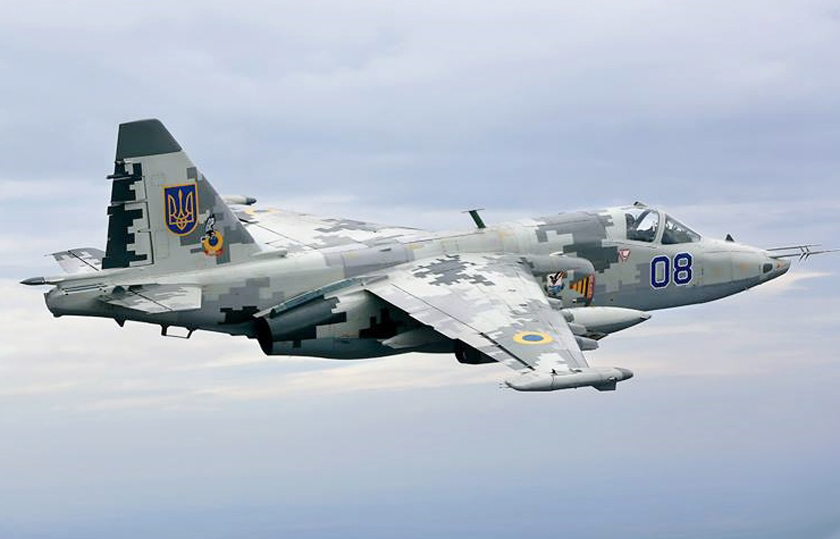
Ukrainsk Su-25 år 2017.

På grund av den pågående militära konfrontationen mot (enligt många källor) Rysslandsstödda separatister i östra Ukraina har Ukraina kraftigt utökat storleken på sina militära styrkor. 2014 ökades antalet soldater till 204 000 (+46 000 i civil tjänst), oräknat paramilitära styrkor som gränsvakterna (53 000), det nyskapade nationalgardet (60 000) och säkerhetstjänsten. Storleken på Ukrainas väpnade styrkor nådde då nästan upp till dem i Frankrike, som med 229 000 soldater är den största i Europa frånsett Ryssland. Rapporter fanns om att Ukrainas militär ökades ytterligare, upp till 280 000 man. Detta skulle ha nåtts genom en rad mobiliseringar, vilket tillfört nya rekryter samtidigt som äldre soldater fortfarande var kvar i tjänst; 2015 års statsbudget var baserad på 230 000 man. 51 procent av Ukrainas tjänstgörande soldater är/var dock kontrakterade soldater.
Militära enheter från andra stater deltar regelbundet i internationella övningar ihop med ukrainska styrkor. Många av dessa militärövningar arrangeras som del av Natos samarbetsprogram "Partnerskap för fred".
Sedan den 3 juni 2016 kan kvinnor tjänstgöra som del av stridande enheter inom Ukrainas armé.